# ヨーッラック・サラックジャイ
ヨーッラック・サラックジャイ（タイ語: ยอดรัก สลักใจ、英: Yodrak Salakjai、1956年2月8日 - 2008年8月9日）は、タイのルクトゥン歌手。ルクトゥン歌謡界の巨人のひとり。愛称：エウ（แอ๊ว、Aew）、本名：ニポン・プライワン（นิพนธ์ ไพรวัลย์）警察伍長（สิบตำรวจโท）。1975年にRSプロモーション（อาร์เอส）の歌手として業界に入り、2008年8月9日に死去。代表曲は「30歳まだ元気（30 ยังแจ๋ว） 」。

## 略歴
仏暦2499（西暦1956）年2月6日ピチット県（จังหวัดพิจิตร）タパーンヒン郡（อำเภอตะพานหิน）ンギゥライ地区（ตำบลงิ้วราย）で父ブンタム・プライワン（บุญธรรม ไพรวัลย์）と母バーイ・プライワン（บ่าย ไพรวัลย์）の間に8人きょうだい（男子7人女子1人）の末っ子として生まれる。エウ（แอ๊ว）という愛称は誕生時につけられたもの。
タパーンヒン郡の「バーンハットテンモー小学校（โรงเรียนบ้านหาดแตงโม - 直訳は西瓜寺院学校）」に通うが困窮のため4年で中退する。彼が7歳のとき、父が亡くなってからというもの暮らし向きは苦しく、このためダンスバー（บาร์รำวง）で歌い、一晩で5 - 10バーツ（当時のレートだと85-170円になるが、2019年現在の物価に換算すると35 - 70バーツとなり、≒120 - 240円）を稼いだ。これはシーサケートにあるタウォーンウィッタヤ学校（โรงเรียนถาวรวิทยา）で3年間の社会人学習を終えて卒業資格を得るまで続いた。
1991年9月16日、バンケン警察学校（โรงเรียนพลตำรวจบางเขน）に入学。1994年まで学ぶ。
後にトンブリー教育大学（วิทยาลัยครูธนบุรี）の芸能部音楽芸術学科で名誉大学院教育学位を取得した。
2007年に、肝癌の第1期と診断され、翌2008年8月9日午前1時05分、ラーマ9世病院（โรงพยาบาลพระรามเก้า）にて肝癌で死亡。癌だと判明しても何の治療も受けなかったと発表された。52歳だった。
葬儀はナコンパトムのライキン寺（วัดไร่ขิง）で、タイ前国王ラーマ9世の長女ウボンラットの開催で執り行われた。ピチット県タパーンヒン郡のハートテンモー寺（วัดหาดแตงโม - 直訳は西瓜海岸寺）で荼毘に付された。火葬にもウボンラットは参列した。
ヨーッラックの死後、ライバルであり仲間であった歌手たちや作詞・作曲家たちは、彼の死を悼んで慈善事業の基金を興し、ルクトゥン歌手のセリ・ルンサワン（เสรี รุ่งสว่าง）が代表を務めた。
若い頃はケットノイワッタナー（เกตุน้อยวัฒนา）というダンスバーで前述のように一晩5 - 10バーツで歌っていたが、やがてナコーンサワン県タークリー郡（อำเภอตาคลี）のレストランで歌うようになり、ここでプライワン・ルークペット（ไพรวัลย์ ลูกเพชร）、チャイ・ムァンシン（ชาย เมืองสิงห์）、スラポン・ソムバッチャルーン（สุรพล สมบัติเจริญ）、ワイポット・ペッスパーン（ไวพจน์ เพชรสุพรรณ）といった歌手の歌をヨーッラックは持ち歌に加えていった。そしてタークリー郡のラジオ局「T.O.04タークリー（ท.อ.04 ตาคลี）」の「デッドドゥワング・ドクラック（เด็ดดวง ดอกรัก）」という番組でプライワン・ルークペット（ไพรวัลย์ ลูกเพชร）の歌う「タインガーソック（ใต้เงาโศก - 悲しみの影の下） 」という曲を聴き感銘を受け、プロ歌手になることを決意する。そしてコラティ・タントン（ชลธี ธารทอง）を師と仰ぎ弟子入りした。期間は1年間で、これを終え、「ソンクラーン・バーントゥン（ สงกรานต์บ้านทุ่ง - 田舎のソンクラーン祭り）」、「ナムサン・ナムター（น้ำสังข์ น้ำตา - 巻き貝の水、涙）」、「タオモーンスットドゥワンチャン（เต่ามองสทดวงจันทร์ - 月を見る亀）」の3曲をレコーディングし、この作品群を「ヨーッラック・ルークピチット（ยอดรัก ลูกพิจิตรーピチットの愛する子どもたち）」と名付けた。

## 作品

### アルバム
- Jam Jai Doo (จำใจดู)
- Mareng Mai Ma Ying (มะเร็งไม่มายิง)
- Sam Sib Yang Jaew (สามสิบยังแจ๋ว)
- Jakkayan Khon Jon (จักรยานคนจน)
- Aao Nae (เอาแน่)
- Yoo Kab Yay (อยู่กับยาย)